# Sovjetunionens historia 1985–1991

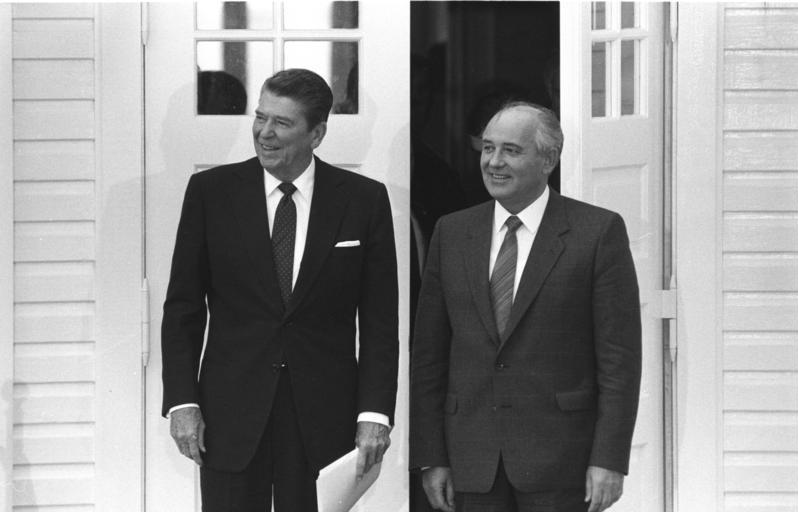
Michail Gorbatjov och Ronald Reagan i Reykjavik 1986.

Sovjetunionens historia 1985–1991 är perioden med Michael Gorbatjov som landets ledare. Han kom också att bli Sovjetunionens sista statschef. Perioden inleddes under det kalla kriget, utvecklades via glasnost och perestrojka, påverkades av Berlinmurens fall och tog en ände efter den sovjetiska misslyckade statskuppen 1991. Därefter bröt de 15 sovjetrepublikerna sig ur den sammanfallande unionen och utropade sig till självständiga stater.

## Historik

### Glasnost och perestrojka
Michail Gorbatjov var endast 54 år när han tillträdde. Han lanserade begreppen glasnost och perestrojka. Genom att allmänheten skulle ges möjlighet att påpeka fel och brister i samhället var tanken att motståndet från den konservativa partibyråkratin skulle brytas. Gorbatjov startade också en kampanj mot det hejdlösa alkoholdrickandet.
Den nya öppenheten gjorde Gorbatjov väldigt populär i väst, men enbart diskussioner kunde inte räta upp den haltande sovjetiska ekonomin. Gorbatjov såg till att Sovjetunionen drog sig ur det besvärliga Afghanistankriget.
I april 1986 inträffade en allvarlig olycka vid ett kärnkraftverk utanför Kiev – Tjernobylolyckan. Olyckan ledde till en förtroendekris gentemot statsapparaten, när folk inte informerades om det allvarliga skeendet. Förtroendekrisen drev på glasnost och dess påbud om öppen informationsspridning

### Berlinmuren, nationell yra, kuppförsök
Det blev så småningom klart att Gorbatjov inte tänkte tillämpa Brezjnevdoktrinen gentemot länderna i Östeuropa, och 1989 bröt folkliga uppror ut i land efter land.
Genom Sovjetunionen drog också en våg av nationalistisk yra i de olika sovjetrepublikerna, och 1990 var det klart att Gorbatjov höll på att tappa greppet.
Under 1991 var Gorbatjov fullt sysselsatt med att skriva ett nytt unionsavtal med sovjetrepublikerna som skulle göra Sovjetunionen till en federation med Gorbatjov som president. Men efter ett kuppförsök i augusti 1991 minskade intresset successivt.

### Upplösningen
Den 8 december 1991 skrevs ett trepartsavtal i Vitryssland mellan Ukrainas, Vitrysslands och Rysslands presidenter som förklarade länderna som oberoende. Dessa tre länder skrev också på ett avtal om att bilda en union mellan de tre slaviska staterna känt som Oberoende staters samvälde (OSS), till vilken tolv av de 15 före detta sovjetrepublikerna så småningom kom att ansluta sig (alla utom Estland, Lettland och Litauen).
När republik efter republik utropade autonomi eller självständighet drog Gorbatjov den enda rimliga slutsatsen av skeendet och avgick den 25 december 1991. 31 december upplöstes Sovjetunionen officiellt.